# Ioan Botha
Ioan Botha a fost un proprietar din Dej. Acesta a participat din partea Cercului electoral Dej ca delegat titular la Marea Adunare Națională de la Alba Iulia, organismul legislativ reprezentativ al „tuturor românilor din Transilvania, Banat și Țara Ungurească”, cel care a adoptat hotărârea privind Unirea Transilvaniei cu România la 1 decembrie 1918.